# Франц Федершмідт
Франц Федершмідт (англ. Franz Federschmidt, 21 лютого 1894 — 14 квітня 1956) — американський академічний веслувальник.
Срібний призер Олімпійських Ігор 1920 року в складі розпашної четвірки зі стерновим.